# Kinectimals
Kinectimals (известная как Kinect Animals в Японии и Южной Корее) — игра для Xbox 360, использующая технологию Kinect. Также доступны версии для различных мобильных устройств. Игровой процесс позволяет игрокам взаимодействовать с виртуальными животными как с домашними питомцами: обучать их трюкам, направлять через курс препятствий и играть в свободном режиме.
Игра предназначена для детской аудитории и включает одиннадцать различных виртуальных животных, основанных представителях семейства кошачьих. Kinectimals была разработана студией Frontier Developments и вышла одновременно с запуском Kinect. Также выпускались плюшевые игрушки со сканируемыми метками, которые игроки могут использовать для разблокировки новых детёнышей и игрушек.
11 октября 2011 года вышло дополнение Kinectimals: Bear Island в формате DLC, а также комплектное издание Kinectimals: Now with Bears!, включающее базовую игру и дополнение. Коллекционные плюшевые игрушки содержат специальные метки для активации контента. Среди эксклюзивных игрушек медвежьей серии представлены модель от FAO Schwarz и четыре варианта от Build-A-Bear Workshop (Champ Bear, Colorful Hearts Bear, Endless Hearts Teddy, Peace & Hearts Bear) с соответствующими метками. Мобильное приложение Kinectimals Unleashed расширяло коллекцию собаками и дополнительными медвежатами и котятами. Поддержка всех мобильных приложений в настоящее время прекращена.

## Игровой процесс
На протяжении игры игроки применяют систему Kinect для кормления, развлечения, заботы и выращивания детёнышей животных. При запуске игры игрок посещает Меховой Городок (Fur Town), где выбирает одного из 6 первоначально доступных детёнышей. При усыновлении детёныша игроки получают возможность сфотографировать его и присвоить ему имя. В процессе игры становятся доступными новые территории, дополнительные детёныши и игровые предметы. Всего в игре 11 детёнышей. Фея в виде кота-лемура по имени Бамбл помогает игроку в прохождении игры. Выполняя игровые задания и испытания, игроки зарабатывают монеты. В магазине, которым управляют лемуры, игроки могут потратить заработанные монеты на покупку игрушек, палочек с перьями, мячей, скакалок, летающих игрушек, радиоуправляемых машинок, еды, напитков, ошейников, подвесок, мебели и других предметов. Дополнительные предметы также разблокируются при получении золотых медалей. В игровых локациях игроки могут использовать Кладоискатель (англ. Plunderscope) для поиска скрытых сокровищ, что также открывает доступ к аксессуарам, а также применять сачок для ловли бабочек. Игроки также могут использовать сканируемые метки на плюшевых игрушках для разблокировки новых детёнышей и других игрушек. В версии игры с медведями появляется фея по имени Лина, которая помогает игроку в прохождении игры и решении Квеста Скрипача (Fiddler’s Quest). Действие игры происходит на островах Лемурия и Мира. Версия с медведями включает новые миниигры, такие как жонглирование, лазание по деревьям и рыбалка, а также новых детёнышей диких кошек.

## Отзывы
| Сводный рейтинг    | Сводный рейтинг            |
| Агрегатор          | Оценка                     |
| ------------------ | -------------------------- |
| GameRankings       | X360: 76,18 % iOS: 76,67 % |
| Metacritic         | 74/100 77/100              |
| Иноязычные издания |                            |
| Издание            | Оценка                     |
| 1UP.com            | B−                         |
| Eurogamer          | 7/10                       |
| Game Informer      | 8/10                       |
| GameSpot           | 7,5/10                     |
| GamesRadar+        | 8/10                       |
| GameTrailers       | 8,5/10                     |
| IGN                | 7,0/10                     |
| OXM                | 8/10                       |
| X-Play             | [ 17 ]                     |

Kinectimals получил в основном положительные отзывы. ТВ-шоу Good Game поставило игре 7 и 7,5 баллов из 10, Отметив быструю реакцию животных на действия игрока и удобство для молодых игроков.